# Kirchdorf am Haunpold
Kirchdorf am Haunpold ist ein Gemeindeteil des Marktes Bruckmühl im Landkreis Rosenheim. Das Pfarrdorf Kirchdorf am Haunpold war die Urgemeinde von Bruckmühl. Die beiden Orte werden durch die Staatsstraße 2078 geteilt. Kirchdorf hat etwa 250 Einwohner und liegt auf einer Höhe von 506,8 m ü. NN. Durch Kirchdorf fließt der kleine, bei Oberwertach entspringende Kirchdorfer Bach, der nordöstlich des Gemeindeteils in den Moosbach fließt, welcher dann in die Glonn mündet. Haunpold ist der Name einer Erhebung im Westen von Kirchdorf. Diese steigt in Richtung des Gemeindeteils Wertach der Gemeinde Feldkirchen-Westerham an und befindet sich zwischen der Wertacher Straße und der Staatsstraße St2078.

## Geschichte
Der Ort wurde etwa im Jahr 1811 gegründet. Das Dorf ist aber viel älter, denn wahrscheinlich hatten die Römer hier schon eine Siedlung. Aus der Zeit der Bajuwaren um 500 n. Chr. gibt es zahlreiche Grabfunde.
100 Meter nördlich von Kirchdorf lagen an der alten Salzstrasse jahrhundertelang zwei Wirtschaften (Kramerwirt und Großer Wirt). Zwischen 1756 und 1780 wurde eine neue Straße von München nach Rosenheim gebaut, worauf der Große Wirt 1849 seine Gebäude an die heutige Staatsstraße 2078 verlegte.
Größter Grundbesitzer der Gemeinde war der Eigentümer des Großen Wirtes. Er hatte bereits um 1900 rund 300 Tagwerk landwirtschaftlichen Grund und besaß 20 Zugpferde. Die Pferde dienten zum Vorspann für die strapaziösen Bergfahrten zum Postwirt nach Peiß, doch auch Transporte nach Rosenheim oder Salzburg nahm er an.
Nach dem Kriegsende ging es mit mühevoller Arbeit an den Wiederaufbau der im Krieg zerstörten Gebäude. Am 31. März 1948 wurde die Gemeinde Kirchdorf am Haunpold in Bruckmühl umbenannt.

## Kirchliche und soziale Einrichtungen
Die katholische Pfarrkirche St. Vigilius ist eine spätgotische Anlage, die um 1470 erbaut und 1697 teilweise barockisiert wurde. Zimmermeister Peter Eisenreich erbaute um 1875 die hohe schlanke Turmspitze. Damals wurde die Kirche im neugotischen Stil umgebaut. Von 1917 bis 1958 war Pfarrer Stuhlreiter der Pfarrer von Kirchdorf am Haunpold. Er wurde schließlich auch Ehrenbürger der Gemeinde.

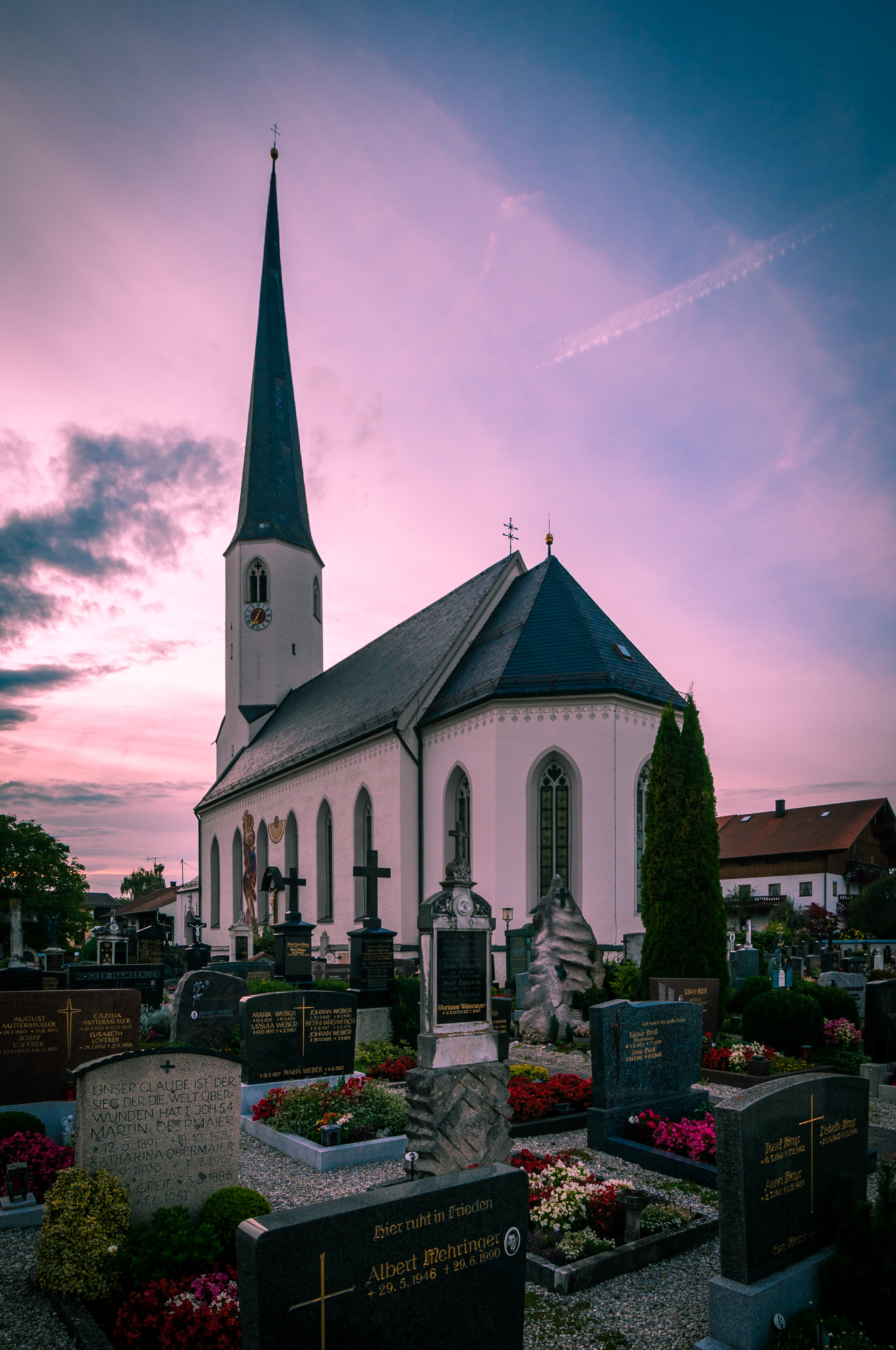
Pfarrkirche St. Vigilius
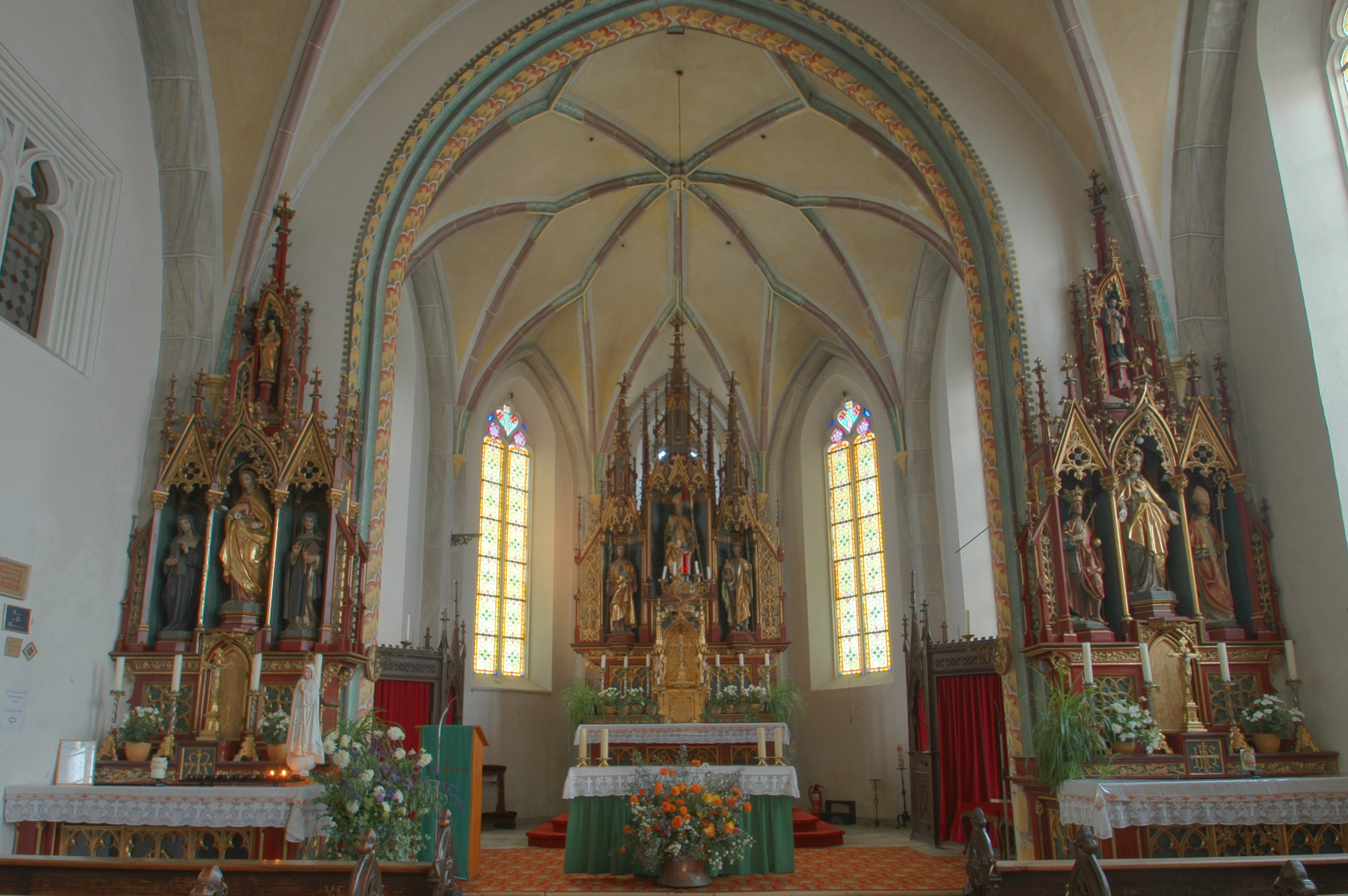
Altar

Im Jahr 1913 wurde in der Gemeinde Kirchdorf am Haunpold ein Krankenhaus erbaut, das über den Bierpfennig mitfinanziert wurde. Die Kranken wurden von den Niederbronner Ordensschwestern betreut. An das Krankenhaus war ein kleines Altenheim angegliedert und wenige Zeit später wurde das Gebäude aufgestockt. 1980 erfolgte ein erneuter Umbau des Krankenhauses zu einer Schule. Das Altenheim blieb bestehen.  Nun ist das ehemalige Schulgebäude das Volksmusikarchiv des Bezirks Oberbayern.
1791 wurde das so genannte Schlössl erbaut. Es war damals eine Bäckerei, die zum Großen Wirt gehörte. Von dem Hofbauern über dem Lauser Weiher stammt die Kapelle. In der Säkularisationszeit wurde sie dort  abgetragen und 1821 in Kirchdorf am Haunpold wieder aufgebaut. Das Schlössl ist ein einfacher barocker Bau mit einem Krüppelwalmdach und Putzgliederungen.
Die Einrichtung dieser Wirtskapelle, die St. Peter und Paul und dem Heiligen Kreuz geweiht war, wurde nach Oberfranken verkauft.

## Persönlichkeiten
- Eleonore Baur (1885–1981), Nationalsozialistin und persönliche Freundin Adolf Hitlers, hatte im Konzentrationslager Dachau dieselben Privilegien wie ein SS-Oberführer
- Franz Staudt (* 1946), Kinderarzt